# 阿松娜战役
阿松娜战役是前57年，尤里乌斯·凯撒带领的罗马军队和一个贝尔盖联盟之间发生的战斗。那个贝尔盖联盟由苏埃西翁部落的加尔巴所领导，她主动发起了进攻，但被击退。由于凯撒怕遭埋伏，便下令不准追击。凯撒的《高卢战记》中 2.7 - 2.11 部分描写了这场战役。